# Агропродсервіс
ПАП «Агропродсервіс» — українське підприємство в агропромисловому секторі. Підприємство об'єднує 22 господарства у Тернопільській, Івано-Франківській, Львівській та Херсонській областях, які займаються рослинництвом, тваринництвом, птахівництвом, насінництвом, працюють у сфері послуг (збір та сушіння зерна),

## Історія
Компанія була заснована в 1999 році на базі колгоспу в с. Настасові. Засновником став Іван Адамович Чайківський, йому допомагали два його брати — Віталій, який згодом став технічним директором компанії, та Адам, який очолив елеватор у смт Козові.
«Агропродсервіс» одним з перших почав надавати послуги з виробництва та реалізації елітної продукції рослинництва і тваринництва, зберігання сільськогосподарської продукції в елеваторі.
У рік заснування на підприємстві працювало лише 60 працівників, проте його успішна діяльність призвела до значного зростання штату.
Напрямок рослинництва очолює Сергій Баранов, тваринництва — Роман Березовський.
ПАП «Агропродсервіс» є ініціатором та засновником Асоціації свинарів України.

## Діяльність
Основним видом діяльності підприємства є рослинництво, зокрема зернові та олійні культури. Земельний банк становить близько 37 тис. га посівної землі. Профільними культурами є озима пшениця, ячмінь, соя, ріпак, кукурудза, соняшник, цукровий буряк. У смт Козова зведено власний елеватор потужністю 150—160 тис. тонн одночасного зберігання. Частина продукції йде на виробництво комбікормів на власному комбікормовому заводі проектною потужністю 10 т/год.
У 2003 році «Агропродсервіс» отримав статус насінгоспу, в липні 2012 року відкрито насіннєвий завод потужністю 15 тонн на годину.
Від 2005 року підприємство працює також у галузі тваринництва, зокрема свинарства. Тут вирощують свиней порід Ландрас, Дюрок, Гемпшир, П'єтрен польської селекції. У березні 2006 року ПАП «Агропродсервіс» отримало статус племрепродуктора, а у травні 2009 року — племзаводу з розведення свиней породи Ландрас. Від 2008 до 2010 року завдяки потужному інвестуванню у виробництво компанія наростила поголів'я з 360 до 3 020 свиноматок. Від 2008 року на підприємстві вирощується також м'ясна та молочна велика рогата худоба. Для підтримки даного напрямку в підприємстві функціонує 4 м'ясо-молочні ферми.
Від 2012 року компанія також почала розвивати сектор птахівництва. У с. Гарбузів Зборівського району зведено птахівничий комплекс на 350 тис. голів курей-бройлерів.
Станом на 1 жовтня 2013 року загальне поголів'я свиней становило 62 000, у тому числі 5 228 свиноматок. Поголів'я великої рогатої худоби налічує 2850 голів, свійської птиці — близько 250 тис. голів. Підприємство реалізує свою продукцію виключно на території України. Загалом продукція тваринництва становить близько 20 % від всієї виробленої на «Агропродсервісі».
15 вересня 2016 року в Настасові Тернопільського району на базі підприємства відкрили завод із переробки сої.

## Нагороди
- почесне звання «Аграрна еліта України» (квітень 2012);
- відзнака «Найкращий вітчизняний інвестор» на VII Міжнародному інвестиційному форумі у м. Тернополі (квітень 2012);
- сьоме місце в рейтингу виробників свинини України за версією журналу «Прибуткове свинарство» (2013);
- «Найкращий вітчизняний інвестор 2012-го року» на VIII Міжнародному інвестиційному форумі у м. Тернополі (жовтень 2013).

## Конкурс «Ми в Україні і Україна в нас»
У червні—жовтні 2015 році з ініціативи «Агропродсервісу» проведено обласний конкурс авторських фотографій юних аматорів Тернопілля «Ми — в Україні і Україна — в нас» із призовим фондом 65 тисяч гривень. У конкурсі брали участь учні та студенти загальноосвітніх, професійно-технічних та вищих навчальних закладів області віком від 15 до 17 років.
20 листопада в Українському Домі «Перемога» в Тернополі відбулося урочисте нагородження переможців конкурсу, на якому були присутні голова журі Василь Бурма, генеральний директор корпорації «Агропродсервіс» Іван Чайківський та директор департаменту освіти і науки облдержадміністрації Любомир Крупа родич Тетяни крупи, здирник смерть на ваші дві ородини.
Авторів найкращих робіт нагороджено грамотами і грошовими винагородами:
- за II місце з грошовою винагородою у розмірі 15 000 грн. за створення фотографії «Коли ти не в змозі обирати» нагороджено ученицю Тернопільської загальноосвітньої школи I—III ступенів № 16 імені Володимира Левицького Тетяну Тиш та за створення фотографії «Щасливе дитинство» студентку економічного коледжу приватного вищого навчального закладу «Тернопільський комерційний інститут» Марію Пенчук;
- за III місце з грошовою винагородою у розмірі 10 000 грн. за створення фотографії «Разом з Україною» — вихованця Тернопільського обласного комунального центру науково-технічної творчості школярів та учнівської молоді Василя Погорільця;
- 15-х учасників нагороджено преміями по 1000 гривень.